# بيت شيبارد
بيت شيبارد (بالإنجليزية: Pete Sheppard)‏ هو مقدم برامج إذاعية أمريكي، ولد في 26 مارس 1967 في بروفيدنس في الولايات المتحدة.